# 人民防衛軍
人民防衛軍（羅馬化：Pyithú Kakwaeyè Tatmădaw，直译：「人民防衛武裝力量」，缩写为PDF），又译人民保衛軍、人民國防軍等，是缅甸民族團結政府于2021年5月5日组建的军事组织，民族团结政府表示此军队将会成为未来的缅甸联邦军，在其成立三天（5月8日）後即被緬甸軍政府定性為恐怖组织。当地时间5月29日，缅甸少数民族地方武装钦民族阵线正式宣布加入缅甸人民防卫军，这也是缅甸首个加入该组织的少数民族地方武装。
2021年10月，民族團結政府國防部宣布成立中央委員會，協調全國各地的軍事行動。根據民族團結政府的聲明，人民防衛軍分為五個師（北部、南部、中部、東部、西部），每個師至少有三個旅，每個旅由五個營組成，每個營又分為四個連。
2021年7月13日，民族團結政府國防部部長吳耶孟表示新組建的民兵力量預計達到8000人。